# حمض الطرطرونيك
حمض الطرطرونيك هو حمض ثنائي الكربوكسيل مستبدل صيغته الكيميائية C3H4O5، والتي يمكن كتابتها على الشكل HOOCCH(OH)COOH. يوجد المركب في الشروط القياسية على شكل صلب عديم اللون.

## التحضير
يمكن تحضير المركب مخبرياً من المشتق البرومي لحمض المالونيك ومفاعلته مع هيدروكسيد الفضة. كما يمكن إجراء عملية التحضير وفق تقنيات حيوية باستخدام بكتريا الخلالة التي تستطيع في وسط من الغلوكوز أن تشكل 2-كيتو حمض الغلوكونيك، والذي يتحلل لاحقاً إلى حمض الطرطرونيك.

## الخواص
يوجد المركب في الشروط القياسية على شكل بلورات موشورية عديمة اللون. يتفكك المركب بالتسخين وفق تفاعل نزع كربوكسيل إلى حمض الجليكوليك.

## الاستخدامات
بإجراء تفاعل أكسدة حفزية للمركب باستخدام حفازات من البلاتين والإثمد يحصل على حمض الميزوكساليك.